# Mires
Mires (griechisch Μοίρες (f. pl.)) ist mit 6379 Einwohnern die größte Stadt der fruchtbaren Messara-Ebene auf Kreta.
Sie ist Verwaltungssitz der Gemeinde Festos.

## Geschichte
Bis 2010 war Mires eine selbständige Gemeinde, die mit Vororten zirka 10.600 Einwohner auf einer Fläche von 182 km² umfasste. 1949 zur Stadtgemeinde (dimos) erhoben wurde sie zuletzt 1997 durch Eingemeindung zahlreicher Nachbargemeinden erheblich vergrößert.
Zum 1. Januar 2011 ging Mires in der neu geschaffenen Gemeinde Festos auf, wo sie seither einen von drei Gemeindebezirken bildet. Zum Gebiet von Mires gehört sowohl das Kap Lithino (griechisch Ακρωτήρι Λίθινο) als auch der kleine Hafenort Kali Limenes (Καλοί Λιμένες), dieser ist die südlichste Siedlung von Kreta.

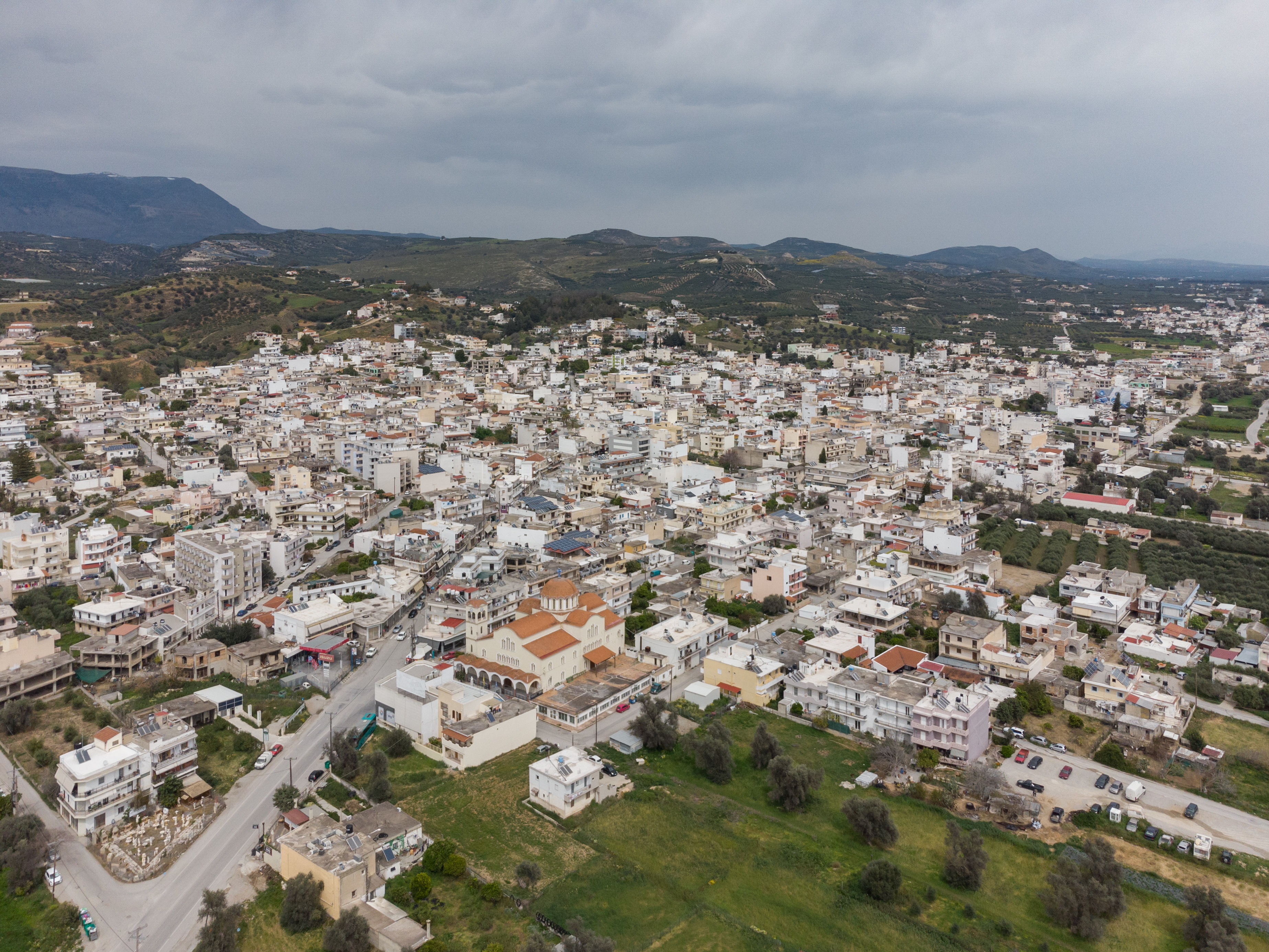
Luftaufnahme von Mires

## Gliederung
Der heutige Gemeindebezirk Mires gliedert sich in die folgenden Ortschaften (griechischer Name und Einwohnerzahl der Volkszählung 2011 in Klammern):
- Mires (6.496)
- Alithini (η Αληθινή, 142)
- Andiskari (το Αντισκάρι, 579)
- Galia (η Γαλιά, 805)
- Kastelli (το Καστέλλι, 328)
- Kouses (ο Κουσές, 155)
- Peri (το Πέρι, 71)
- Petrokefali (το Πετροκεφάλι, 790)
- Pigaidakia (τα Πηγαϊδάκια, 454)
- Pombia (η Πόμπια, 1.061)
- Roufas (ο Ρουφάς, 130)
- Skourvoula (τα Σκούρβουλα, 423)

## Wirtschaft

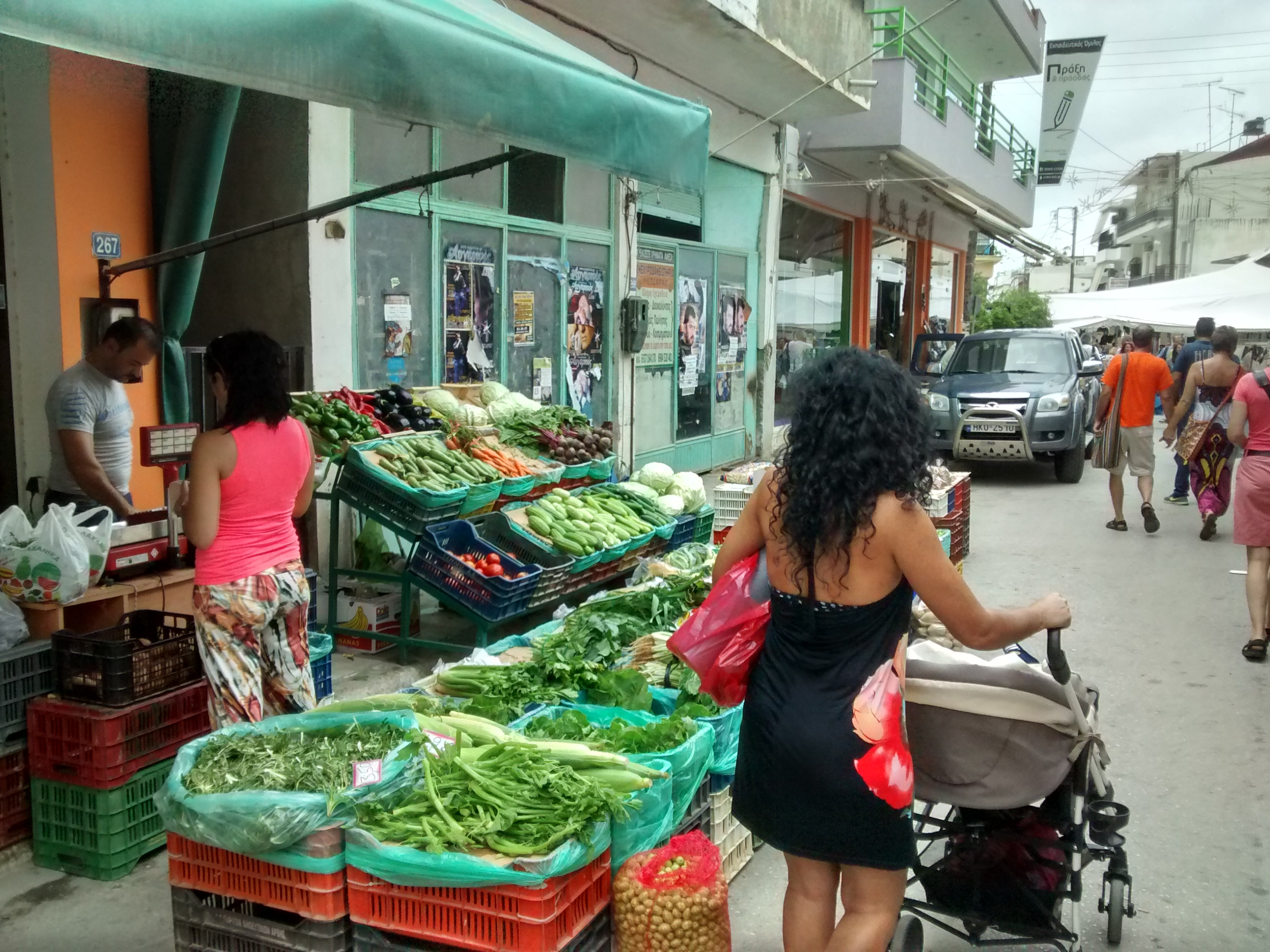
Samstagsmarkt

Der Wochenmarkt von Mires am Samstagvormittag ist der größte der Region. Neben landwirtschaftlichen Produkten werden auch Waren des täglichen Bedarfs angeboten. Die Stadt liegt an einer vielbefahrenen Landstraße, die Kreta von Iraklio im Norden bis Tymbaki an der Südküste verbindet. Das Zentrum der Stadt bilden zwei Einbahnstraßen, die 25. März und 28. Oktober. Der Markt findet auf ersterer statt, weshalb der Durchgangsverkehr Richtung Westen den Ort dann südlich umfahren muss (Andreas-Papandreou-Straße).
Mires ist das wirtschaftliche und kulturelle Zentrum in der landwirtschaftlich geprägten Messara-Ebene. Die Kleinstadt beherbergt zahlreiche Reparaturbetriebe und Geschäfte vor allem für Gebrauchsgüter und Agrarbedarf. Darüber hinaus fungiert der Ort als Dienstleistungszentrum für den gesamten mittleren Süden Kretas.

## Sehenswürdigkeiten
Südwestlich von Mires ist die zwischen dem Kap Lithino und Kali Limenes ins Libysche Meer mündende Schlucht Agiofarango ein viel besuchtes Ausflugs- und Wanderziel. Wegen der abgeschiedenen Lage wurde Agiofarango ab dem frühen Mittelalter zur Heimstatt christlicher Eremiten, welche sich angeblich nur einmal im Jahr zum Gottesdienst in der am unteren Ende der Schlucht gelegenen Kapelle Agios Antonis versammelten. Der letzte Bauabschnitt der Kapelle – das Querschiff – geht bis ins 14. Jahrhundert zurück.
Auf der das erste Stück asphaltierten Straße nach Kali Limenes liegt auf halbem Weg das Kloster Odigitria. Es beherbergt ein volkskundliches Museum, das besichtigt werden kann.

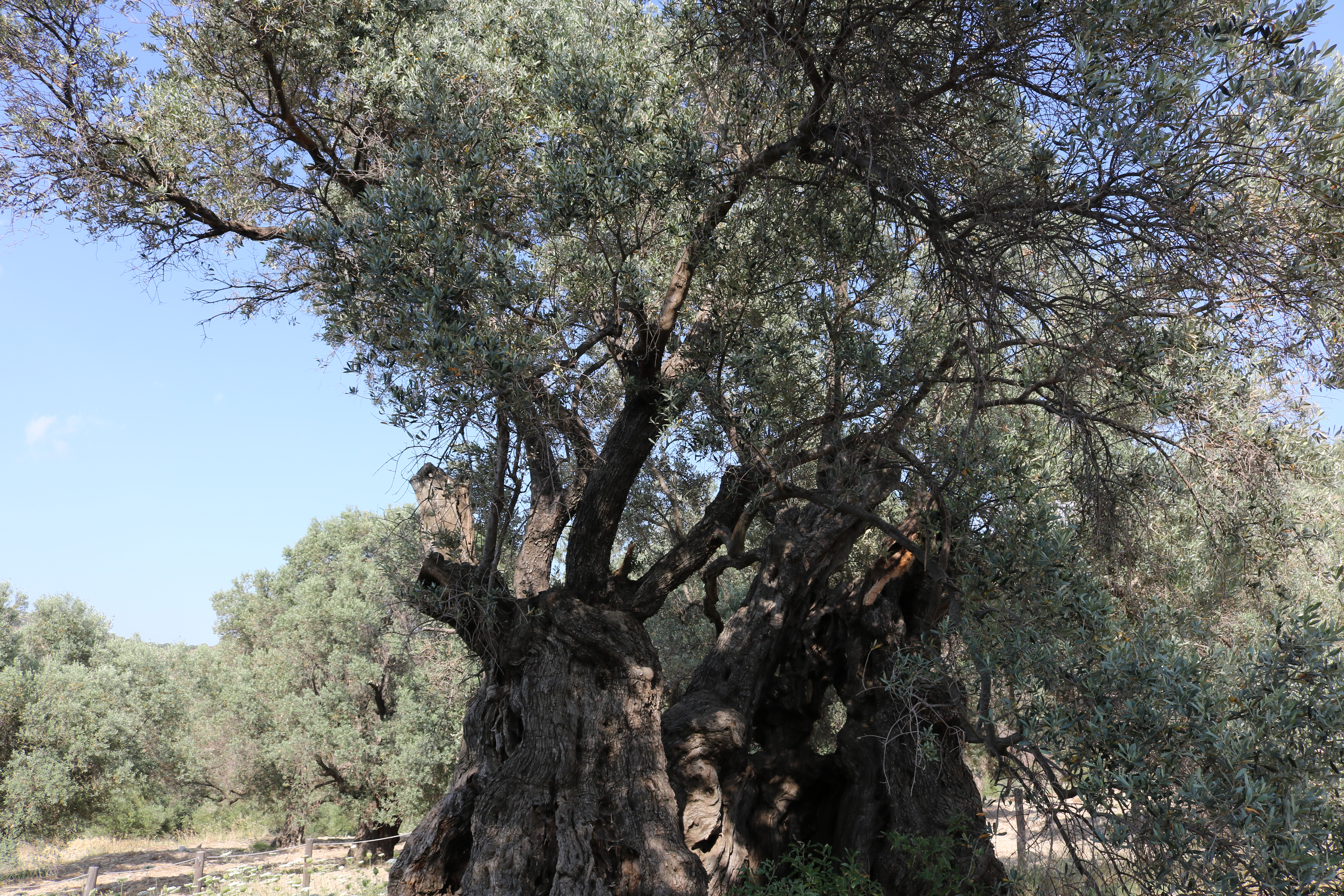
Olivenbaum von Paliama

Nördlich von Mires erreicht man auf der Straße nach Zaros den Weiler Panagia mit einer Marienkirche aus dem 16. Jahrhundert. Gegenüber von der Kirche beginnt ein nicht markierter Wanderweg zum Olivenbaum von Paliama. Mit einem geschätzten Alter von etwa 3000 Jahren und einem Stammumfang von 20,40 Meter zählt der Baum von Paliama zu den ältesten Ölbäumen der Welt.